# Sumber Harapan (Belitang II)
Sumber Harapan is een bestuurslaag in het regentschap Ogan Komering Ulu van de provincie Zuid-Sumatra, Indonesië. Sumber Harapan telt 3530 inwoners (volkstelling 2010).